# Allsvenskan de 1964
A Primeira Divisão do Campeonato Sueco de Futebol da temporada 1964, denominada oficialmente de Allsvenskan 1964, foi a 40º edição da principal divisão do futebol sueco. O campeão foi o Djurgårdens IF que conquistou seu 3º título na história da competição.

## Classificação final
| Pos. | Equipe          | J  | V  | E | D  | GP | GC | Pts | SG  |
| ---- | --------------- | -- | -- | - | -- | -- | -- | --- | --- |
| 1    | Djurgårdens IF  | 22 | 13 | 5 | 4  | 46 | 20 | 31  | +26 |
| 2    | Malmö FF        | 22 | 13 | 5 | 4  | 45 | 20 | 31  | +25 |
| 3    | Örgryte IS      | 22 | 14 | 3 | 5  | 54 | 36 | 31  | +18 |
| 4    | IFK Norrköping  | 22 | 11 | 6 | 5  | 55 | 28 | 28  | +27 |
| 5    | IF Elfsborg     | 22 | 12 | 2 | 8  | 42 | 32 | 26  | +10 |
| 6    | Degerfors IF    | 22 | 9  | 4 | 9  | 40 | 47 | 22  | -7  |
| 7    | AIK Fotboll     | 22 | 8  | 3 | 11 | 38 | 38 | 19  | 0   |
| 8    | Örebro SK       | 22 | 7  | 5 | 10 | 24 | 35 | 19  | -11 |
| 9    | IFK Göteborg    | 22 | 8  | 2 | 12 | 31 | 46 | 18  | -15 |
| 10   | Helsingborgs IF | 22 | 7  | 3 | 12 | 42 | 53 | 17  | -11 |
| 11   | IFK Eskilstuna  | 22 | 4  | 6 | 12 | 24 | 49 | 14  | -25 |
| 12   | GAIS            | 22 | 2  | 4 | 16 | 21 | 58 | 8   | -37 |

## Premiação
| Allsvenskan 1964                   |
| Sweden                             |
| ---------------------------------- |
| DJURGÅRDENS IF Campeão (3º título) |